# Ластівці (Івано-Франківський район)
Ла́стівці – село Івано-Франківського району Івано-Франківської області. Входить до складу Богородчанської селищної громади.
До 1939 року називалося Красна.

## Населення

### Мова
Розподіл населення за рідною мовою за даними перепису 2001 року:
| Мова       | Кількість | Відсоток |
| ---------- | --------- | -------- |
| українська | 1284      | 99.92%   |
| російська  | 1         | 0.08%    |
| Усього     | 1285      | 100%     |